# Майти Мо
Сиала-Моу Силига (самоан. Siala-Mou Siliga; 8 октября 1970, Паго-Паго), более известный как Майти Мо (англ. Mighty Mo) — самоанский кикбоксер и боец смешанного стиля, представитель тяжёлой весовой категории. Выступает на профессиональном уровне начиная с 2003 года, известен по участию в турнирах таких бойцовских организаций как К-1, Bellator MMA, Dream, Hero's и др.

## Биография
Сиала-Моу Силига родился 8 октября 1970 года в городе Паго-Паго, Американское Самоа.

### Кикбоксинг
Карьера в профессиональном кикбоксинге началась для Майти Мо с 2004 года, когда он, уже имея в послужном списке несколько побед, присоединился к крупнейшей кикбоксерской организации мира К-1. Одержав победу в Японии, затем боксировал на двух турнирах-четвёрках в Лас-Вегасе: в первом сумел дойти только до стадии полуфиналов, тогда как во втором выиграл у всех троих соперников. В этот период им были побеждены такие известные бойцы как Сергей Гур, Гари Гудридж, Реми Боньяски, Франсуа Бота и др.
В марте 2007 года Майти Мо отметился победой нокаутом над корейским гигантом Чхве Хон Маном, который был выше его на 33 см — на тот момент это был бой с наибольшей разницей в росте между бойцами за всю историю K-1, закончившийся нокаутом. Тем не менее, уже спустя несколько месяцев не турнире K-1 Dynamite этот рекорд побил датский каратист Николас Петтас, нокаутировавший корейца Ким Ён Хёна, который превышал его в росте на 37 см. Майти Мо победил на турнире-восьмёрке в Гонолулу, нокаутировав в финале россиянина Александра Пичкунова, и удостоился права оспорить титул чемпиона K-1 в супертяжёлом весе, который на тот момент принадлежал голландцу Сэмми Схилту, но по итогам трёх раундов уступил ему единогласным судейским решением. Также в 2007 году состоялся матч-реванш с Чхве Хон Маном, тоже закончившийся поражением судейским решением — в ходе поединка Хон Ман свалил Майти Мо ударом ниже пояса, и судьи посчитали это нокдауном, хотя сам боец протестовал против такого решения и считал, что его обокрали.
Дальнейшая карьера Майти Мо складывалась уже не так удачно, он смог выиграть только у троих малоизвестных соперников, тогда как все остальные поединки проиграл, в том числе сделал серию из десяти поражений подряд. Наиболее значимые бои в поздний период — проигрыш нокаутом россиянину Сергею Харитонову и проигрыш техническим нокаутом представителю Латвии Константину Глухову.

### Смешанные единоборства
Майти Мо дебютировал в смешанных единоборствах ещё в 2003 году, однако тогда он решил сконцентрироваться на кикбоксинге и не стал двигаться дальше в этом направлении. Активно выступать в ММА начал только с 2007 года, победив нокаутом корейского дзюдоиста Ким Мин Су. Дрался преимущественно в Японии и США, после трёх побед потерпел поражение от голландца Сэмми Схилта, которому ранее уже проигрывал в кикбоксинге, и от американца Джоша Барнетта — оба поражения сдачей в первых же раундах.
В 2013 году Майти Мо привлёк к себе внимание крупной американской организации Bellator MMA и в короткий промежуток времени одержал здесь две победы, над Дэном Чарльзом и Роном Спарксом. В 2014 году принял участие в десятом сезоне гран-при Bellator тяжёлого веса: на стадии четвертьфиналов прошёл опытного австралийца Питера Грэма, тогда как в полуфинале был остановлен россиянином Александром Волковым — Волков отправил его в нокаут эффектным ударом ногой в голову.
Покинув Bellator, выступал в Европе в менее известных промоушенах, затем в 2015 году подписал контракт с азиатской организацией Road FC, где, в частности, дважды подряд взял верх над корейским борцом Чхве Му Бэ.

## Статистика в профессиональном ММА
| Боёв 18  | Побед 12 | Поражений 6 |
| -------- | -------- | ----------- |
| Нокаутом | 9        | 2           |
| Сдачей   | 3        | 3           |
| Решением | 0        | 1           |

| Результат | Рекорд | Соперник         | Способ               | Турнир                         | Дата             | Раунд | Время | Место             | Примечание                                              |
| --------- | ------ | ---------------- | -------------------- | ------------------------------ | ---------------- | ----- | ----- | ----------------- | ------------------------------------------------------- |
| Поражение | 12-6   | Гилберт Ивел     | Сдача (рычаг локтя)  | Road FC 47                     | 12 мая 2018      | 1     | 3:43  | Пекин, Китай      | Стартовый этап гран-при Road FC 2018 в абсолютном весе. |
| Победа    | 12-5   | Дон Гук Ян       | TKO (удары руками)   | Road FC 40                     | 15 июля 2017     | 2     | 2:27  | Сеул, Южная Корея | Защитил титул чемпиона Road FC в абсолютном весе.       |
| Победа    | 11-5   | Карлос Тойота    | KO (удары руками)    | Road FC 35                     | 10 декабря 2016  | 1     | 1:10  | Сеул, Южная Корея | Защитил титул чемпиона Road FC в абсолютном весе.       |
| Победа    | 10-5   | Чхве Хон Ман     | KO (удар рукой)      | Road FC 33                     | 24 сентября 2016 | 1     | 4:06  | Сеул, Южная Корея | Выиграл титул чемпиона Road FC в абсолютном весе.       |
| Победа    | 9-5    | Мён Хён Ман      | Сдача (болевой шеи)  | Road FC 30                     | 16 апреля 2016   | 3     | 1:12  | Пекин, Китай      | Полуфинал гран-при абсолютного веса                     |
| Победа    | 8-5    | Чхве Му Бэ       | TKO (удары руками)   | Road FC 27                     | 26 декабря 2015  | 1     | 3:46  | Шанхай, Китай     | Четвертьфинал гран-при абсолютного веса                 |
| Победа    | 7-5    | Чхве Му Бэ       | KO (удар рукой)      | Road FC 26                     | 9 октября 2015   | 1     | 0:37  | Сеул, Южная Корея |                                                         |
| Поражение | 6-5    | Денис Стойнич    | Единогласное решение | HIT-FC                         | 27 июня 2015     | 3     | 5:00  | Цюрих, Швейцария  |                                                         |
| Поражение | 6-4    | Александру Лунгу | TKO (удары руками)   | RXF 15                         | 15 декабря 2014  | 1     | 0:52  | Бухарест, Румыния |                                                         |
| Поражение | 6-3    | Александр Волков | KO (ногой в голову)  | Bellator 116                   | 11 апреля 2014   | 1     | 2:44  | Темекьюла, США    | Полуфинал 10 сезона гран-при тяжеловесов                |
| Победа    | 6-2    | Питер Грэм       | Сдача (кобра)        | Bellator 111                   | 7 марта 2014     | 3     | 2:31  | Такервилл, США    | Четвертьфинал 10 сезона гран-при тяжеловесов            |
| Победа    | 5-2    | Рон Спаркс       | Сдача (американа)    | Bellator 105                   | 25 октября 2013  | 1     | 2:52  | Рио-Ранчо, США    |                                                         |
| Победа    | 4-2    | Дэн Чарльз       | TKO (удары руками)   | Bellator 100                   | 20 сентября 2013 | 3     | 1:26  | Финикс, США       |                                                         |
| Поражение | 3-2    | Джош Барнетт     | Сдача (кимура)       | Dream 13                       | 22 марта 2010    | 1     | 4:41  | Иокогама, Япония  |                                                         |
| Поражение | 3-1    | Сэмми Схилт      | Сдача (треугольник)  | Fields Dynamite!! 2008         | 31 декабря 2008  | 1     | 5:31  | Сайтама, Япония   |                                                         |
| Победа    | 3-0    | Рубен Вильяреал  | TKO (удары руками)   | Dynamite!! USA                 | 2 июня 2007      | 1     | 1:33  | Лос-Анджелес, США |                                                         |
| Победа    | 2-0    | Ким Мин Су       | KO (удар рукой)      | HERO’S 8                       | 12 марта 2007    | 1     | 2:37  | Нагоя, Япония     |                                                         |
| Победа    | 1-0    | Марк Смит        | KO (колено в корпус) | UAGF 4: Ultimate Cage Fighting | 12 октября 2003  | 2     | 2:36  | Апланд, США       |                                                         |